# Stoned Jesus
A Stoned Jesus egy ukrán doom/stoner metal zenekar. 
2009-ben alakultak meg Kijevben. Szövegeik témái: szerelem, okkultizmus. 
Igor Szidorenko korábban a "Krobak" együttesben játszott, majd nem sokkal később megalapította saját zenekarát: ez lett a Stoned Jesus. Zenei hatásukként a korai Black Sabbath-ot, az Electric Wizard-öt és a Sleep-et jelölték meg. Először két demót dobtak piacra. Legelső nagylemezüket 2010-ben jelentették meg, First Communion címmel. Ezt követően koncertezni indultak Oroszországban és hazájukban, Ukrajnában egyaránt. Ezt követte a zenekar legelső EP-je, "Stormy Monday" címmel. 2012-ben piacra került a zenekar második nagylemeze is, "Seven Thunders Roar" címmel, melyről az "I'm the Mountain" című számukat több mint hatmillióan tekintették meg a YouTube-on. 2013-ban került a boltok polcaira a Stoned Jesus második EP-je. Ezt követően egy kis ideig szünetet tartott a zenekar, majd 2015-ben megjelent a harmadik stúdióalbumuk is, "The Harvest" címmel. 
A Stoned Jesus legelőször 2015-ben lépett fel Magyarországon, a Greenleaf-fel, a Burning Full Throttle-lal és a Karaullal. 2016-ban másodszor léptek fel itthon, a Dürer Kertben. Ezúttal a Burning Full Throttle-lal, az Alone In The Moon-nal, az 5R6-tal, a Polvere-vel és az Acid Victoriával együtt játszottak. 2017-ben harmadszor is "tiszteletüket tették" nálunk, szintén a Dürer Kertben, az amerikai Beastmakerrel és a magyar Alone in the Moon és Grizzly zenekarokkal. 2018 májusában negyedszer is felléptek Pécsett. Fő jellemzőjük a hosszú időtartamú dalok és a melankolikus hangulat.
Lemezeiket az "Insha Muzyka" kiadó jelenteti meg.

## Tagok
Jelenleg (2017) három taggal rendelkeznek:
- Igor Szidorenko - gitár, ének
- Szergej Sljussar - basszusgitár, vokál
- Viktor Kondratov - ütős hangszerek

## Diszkográfia
- Demo 2009 (2009)
- Occult/Black Woods (demó, 2009)
- First Communion (stúdióalbum, 2010)
- Stormy Monday (EP, 2011)
- Seven Thunders Roar (stúdióalbum, 2012)
- The Seeds Vol. I (válogatáslemez, 2013)
- Date Rape / Stoned Jesus (split, 2013)
- The Harvest (stúdióalbum, 2015)
- The Seeds Vol. II (válogatáslemez, 2016)
- Pilgrims (album, 2018)
- From the Outer Space (válogatáslemez, 2019)